# Christian Klischat
Christian Klischat (* 2. Januar 1969 in Kirchheimbolanden, Deutschland) ist ein deutscher Schauspieler.

## Leben
Christian Klischat erhielt seine Ausbildung an der Schauspielschule Theaterwerkstatt Mainz e. V., worauf er Engagements an verschiedenen Theatern, unter anderen dem Staatstheater Darmstadt,
Deutschen Nationaltheater Weimar, Hans Otto Theater Potsdam, Nibelungenfestspiele Worms, Alma-A Show BIZ ans Ende (Post- und Telegrafenamt, Wien), Theater im Palais Berlin, Neue Bühne Senftenberg, Theater Neustrelitz, Stadttheater Gießen, Staatstheater Mainz, und den Oppenheimer Festspielen hatte.
Klischat wirkte ferner auch als Schauspieler in diversen Film- und Fernsehproduktionen mit, vorrangig in Kurzfilmen oder Kinofilmen. Zu denen gehören der 2009 in Cannes mit der Goldenen Palme ausgezeichnete Kinofilm Das weiße Band – Eine deutsche Kindergeschichte, sowie Für Elise, 5 Jahre Leben, Tatort, Abschnitt 40 oder SOKO Leipzig.
Seit einigen Jahren ist er zudem in der Rolle des Hausmeister Herberts in der erfolgreichen ZDF-Serie Siebenstein zu sehen, woher ihn vor allem Kinder kennen dürften.

## Filmografie
- 1997: Heiß (Kurzfilm)
- 1998: Tatort (Engelchen flieg – 399. Episode der Fernsehserie, Regie: Hartmut Griesmayr)
- 1999: Rosenzweigsfreiheit (Fernsehfilm) / Liliane Targownik
- 2001: Villa Borg (Fernsehen)/Peter Schönhofer
- 2002: Abschnitt 40 (Fernsehserie, Regie: Florian Kern)
- 2002: SOKO Leipzig (Fernsehserie, Regie: Patrick Winczewski)
- 2002: Die schnellen Seelen (Kinofilm) / Pasquale Marazzo
- 2003: SOKO Köln (Fernsehserie, Regie: Ulrich Zrenner)
- 2004: Abschnitt 40 (Fernsehserie) / Florian Kern
- seit 2004: Siebenstein (Fernsehserie)
- 2005: Die Flüchtige Gestalt (Kurzfilm) / Constanze Westhoven
- 2005: Die Fallers (Fernsehserie) / Adalbert Plica
- 2006: Tripper (Kurzfilm) / Kira Schimmelpfennig
- 2008: Das weiße Band – Eine deutsche Kindergeschichte (Regie: Michael Haneke)
- 2009: Ballons am Fenster (Kurzfilm) / Maximilian Zwiener
- 2010: Margot (Kurzfilm) / Clemens Beier
- 2010: Für Elise (Kinofilm) / Wolfgang Dinslage
- 2011: 5 Jahre Leben (Kinofilm) / Stefan Schaller
- 2012: Das Mädchen und der Polizist (Kurzfilm) / Vivian L.Frischkemuth

## Hörspiel, Off-Sprecher  u. Dergl. (Auswahl) / Regie
- Kwerx – Die Kunstwerke / Manuel Drescher, Carsten Saupe
- My Moldovan Home Tape / Christopher Schön
- Die einäugige Muse / Radio Lotte, Sonja Hartman
- So auch ich / Jan Frederik Vogt
- Das Robinson-Dilemma / Estefania de la Casa
- Verblendungen / Bayerischer Rundfunk
- Schlichten und Richten / Museum bei der Kaiserpfalz Ingelheim

## Theaterstücke (Auswahl) / Rolle / Regie
- Alma / Franz Werfel / Paulus Manker
- Onkel Wanja / Titelrolle / Uwe Laufenberg
- Warten auf Godot / Estragon / Niklaus Helbing
- Siegfrieds Frauen / Ortwin von Metz / Dieter Wedel
- Orpheus in der Unterwelt / Jupiter / Cordula Däuper
- Die Verschwörung des Fiesco zu Genua / Muley Hassan / Wolfgang Engel
- Faust / Titelrolle / Bettina Bruinier
- Dreigroschenoper / Jonathan Jeremiah Peachum / Claudia Meyer
- Krieg und Frieden / Pierre Besuchow / Giesbert Jäkel
- Der Fall Janke / Titelrolle / Adriana Altaras
- Ein Sommernachtstraum / Zettel / Patricia Benecke
- Wittgensteins Neffe / Thomas Bernhard / Claudia Meyer
- Der Opernball / Hadschek / Michael Dissmeier
- Moby Dick / Ahab / Karin Koller
- Frohes Fest / Gronya / Tobias Rott
- Pünktchen und Anton / Klepperbein / Jürgen Sihler
- Hermannsschlacht / Eginhardt / Tobias Sosinka
- Der Herr von Pourceaugnac / Titelrolle / Götz Brandt
- Der Menschenfeind / Philinte / Philippe Besson
- Gullivers Reisen / König / Marcelo Diaz
- Der Zufriedene / Titelrolle / Sebastian Wirnitzer
- Die chinesische Nachtigall / Hofmusikmeister / Michael Oberer
- Der große Dario Fo Zirkus / Capitano / Horst Rupprecht
- Hinterm Ofen sitzt ne Maus / Zille / Barbara Abend
- Nathan der Weise / Tempelherr / Frank Lienert-Mondanelli
- Jedermann / Guter Geselle, Teufel / Rolf Hartmann
- Der Streit / Mesrou / Andreas Mach

## Eigene Projekte (Auswahl) / Regie
- Schinderhannes / Götz Brandt
- Frankenstein / Götz Brandt
- Die Offenbarung des Johannes / Götz Brandt
- Aus meiner Furie Blut / Julia Hoppe, Marko Kassubek
- Das Erdbeben in Chili / Bernd Lange, Ingo Wernsdorf
- Ein Psalmen-Rezital / Johanna Hasse
- Meta-Noeite / Corinne Dürr
- Wer leistet sich eigentlich heute noch eine Sehnsucht / Hanjo Bartels
- Er nymbt kein blat furs maul / Götz Brandt
- Drei auf einen Streich / Julia Hoppe
- Geschichten von Verliesen und Verlassenen / Andreas Mach
- Candide / Götz Brandt
- Furcht vor Freiheit / Tonio Kleinknecht
- Richard Schaukal / Erich Ober, Noah Mühl
- Mose / Götz Brandt, Aron Zwölfe
- Traumschlamm / Johannes Ernst
- Gundel Plattfelder / Susanne Messerschmidt, Rosa Maria
- Slippery / Dirk Immig
- Crazy Oak / Frank Hering, Markus Müller

## Auszeichnungen
- u. a. Goldene Palme (Das Weiße Band)
- Filmkunstpreis 2012 / (Für Elise)
- Emil (Siebenstein)
- Hauptpreis Studentenfilm FILMthuer Jena 2012 / (Ballons am Fenster)
- 2 Preis.Landesfilmfestival FILMthuer 2011 / (Margot)
- Bronze-Medaille BDFA-Bundesfilmfestival 2011 in Wiesbaden / (Margot)
- Publikumspreis Filmfestival Osnabrück 2003 / (Tripper)
- Nominiert für den Grimme Online Award 2012 (Kwerx – Die Kunstwerke)
- Kinder-Online-Preis 2011 des Rundfunkrat des Mitteldeutschen Rundfunks (Kwerx – Die Kunstwerke)
- Zweiter Platz beim Berliner Hörspielfestival 2012 / (So auch ich)
- Sonderpreis Westfälischen Kurzhörspiel Award „Short Cuts“ 2012 / (Das Robinson-Dilemma)